# Yeondeunghoe

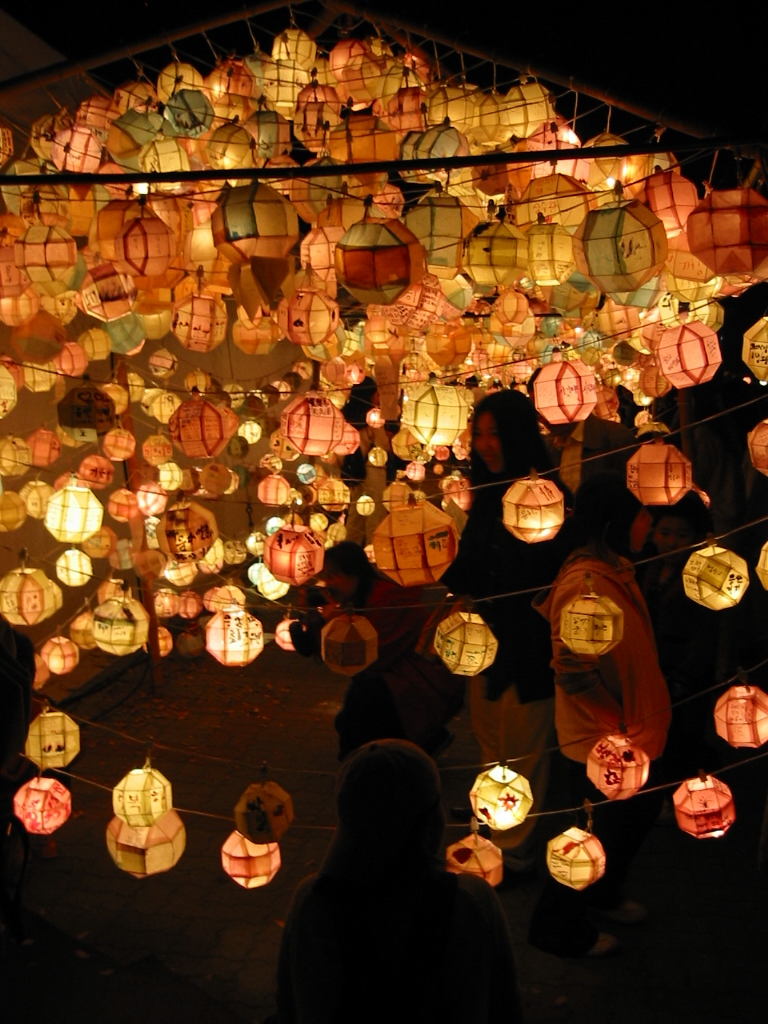
La festival de Yeondeunghoe en Seúl. (2001)

Yeondeunghoe (en alfabeto hangul:연등회, en hanja:煙燈會) o un ritual de linternas es un festival budista en Corea que ha tenido lugar en los templos desde la existencia del antiguo reino de Silla (57 B.C. to A.D. 935).

## Significado
Yeongdeunghoe literalmente indica el ritual de las lámparas. En el budismo, las linternas representan la luz, la esperanza y la unidad. En Corea del Sur, se celebra el cumpleaños de Buda.

## Historia
El recuerdo histórico más temprano se busca en Samguk Sagi que dice Yeongdeunghoe empezó desde el rey Gyeongmun de Silla (866).
Como Wang Geon fundó Goryeo, el yeondeunghoe se fue designado como la celebración estatal desde primer año de su coronación. Lo que se consideraba uno de los festivales más importantes durante la dinastía.  No obstante, el festival se prohibió durante la Dinastía Joseon debido a su política contra el budismo.
En 1976, tras la independencia de Japón, se reanuda. Lo registró a N° 122 Importante Patrimonio Cultural Inmaterial de Corea del Sur, celebrándolo normalmente en abril del templo Jogyesa hasta Jongno. Más de 100.000 linternas se han hecho durante la festival.

## Eventos

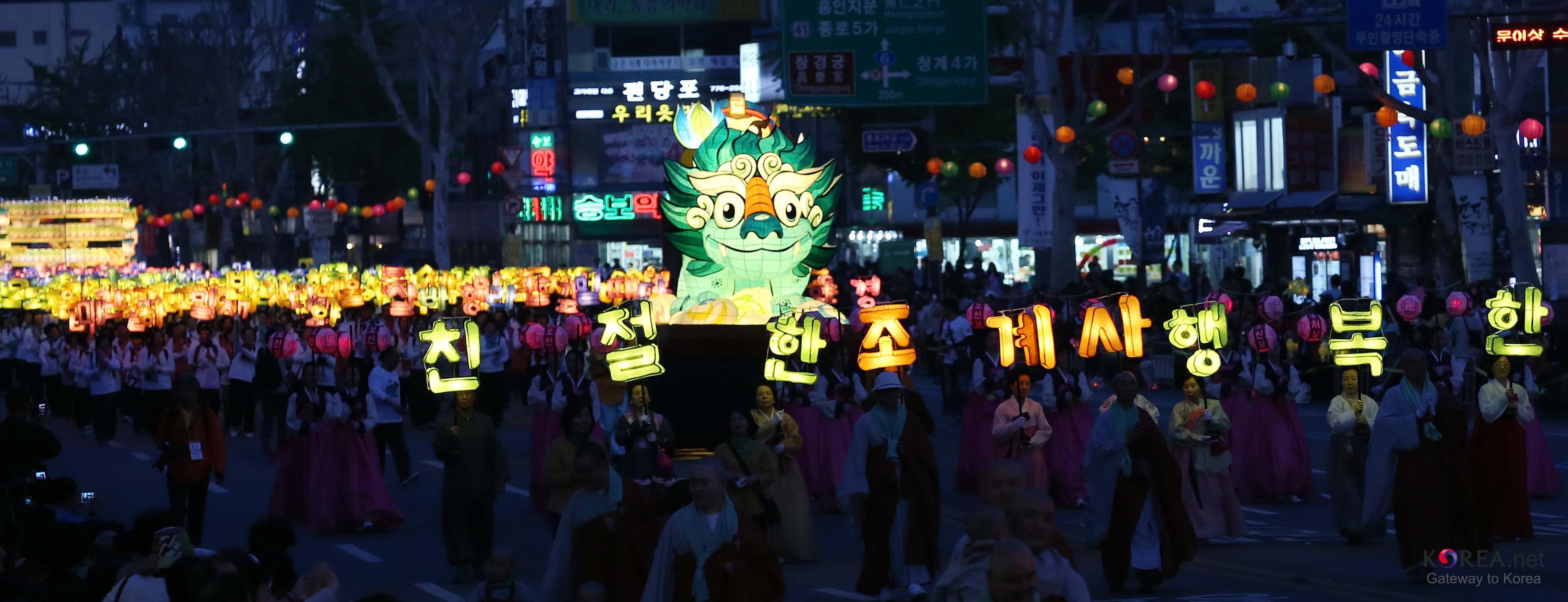
Desfila de Yeondeunghoe festival en Seúl.

El orden Jogye (en hangul:조계종) como el más grande entre las sectas budistas coreanas ha supervisado el proceso de Yeondeunghoe. Durante el festival, los budistas y también quienquiera participe en el festival pueden desfilar en la ciudad de Seúl. Las lámparas tienen varias formas como lotos, elefantes y monjes jóvenes.